# Valløby
Valløby ist ein Ort auf der dänischen Insel Seeland. Er gehört zur Gemeinde Stevns in der Region Sjælland und hat 753 Einwohner (Stand 1. Januar 2023).

## Verkehr
Valløby liegt an der Sekundærrute 209, die nordwärts Richtung Køge und südwärts Richtung Hårlev, Faxe und Præstø führt.

## Entwicklung der Einwohnerzahl
| Jahr           | Einwohner |
| -------------- | --------- |
| 1. Januar 1976 | 635       |
| 1. Januar 1981 | 654       |
| 1. Januar 1986 | 642       |
| 1. Januar 1990 | 635       |
| 1. Januar 1996 | 619       |
| 1. Januar 2000 | 642       |
| 1. Januar 2004 | 666       |
| 1. Januar 2008 | 727       |
| 1. Januar 2009 | 744       |
| 1. Januar 2010 | 740       |

## Verwaltungszugehörigkeit
- bis 31. März 1962: Landgemeinde Valløby-Tårnby, Præstø Amt
- 1. April 1962 bis 31. März 1970: Landgemeinde Vallø, Præstø Amt
- 1. April 1970 bis 31. Dezember 2006: Vallø Kommune, Roskilde Amt
- seit 1. Januar 2007: Stevns Kommune, Region Sjælland